# Ecologist
Un ecologist sprijină în general obiectivele mișcării privind mediul, "o mișcare politică și etică, care urmărește să îmbunătățească și să protejeze calitatea mediului natural prin modificarea activităților umane dăunătoare mediului". Un ecologist este implicat în sau crede în filosofia de ecologism.
Ecologiștii sunt numiți uneori folosind termeni informali sau peiorativi, "greenie" sau "tree-hugger".

## Ecologiști remarcabili

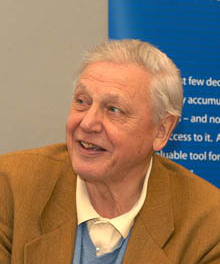
Sir David Attenborough

Câțiva dintre ecologiștii remarcabili care au fost activi în lobby pentru protecția mediului includ:
- Edward Abbey (scriitor, activist, filozof)
- Ansel Adams (fotograf, scriitor, activist)
- David Attenborough (crainic de radio, naturalist)
- John James Audubon (naturalist)
- David Bellamy (botanist)
- Wendell Berry (fermier, filozof)
- David Brower (scriitor, activist)
- Lester Brown
- Rachel Carson (biolog, scriitor)
- Prince Charles
- Jacques-Yves Cousteau (explorator, ecologist)
- René Dubos (microbiolog)
- Peter Garrett (muzician, politician)
- Al Gore (fost Vicepreședinte al Statelor Unite)
- James Hansen (savant)
- Aldo Leopold (ecologist)
- James Lovelock (savant)
- Amory Lovins
- Peter Max (graphic designer)
- Bill McKibben (scriitor, activist)
- Chico Mendes (activist)
- George Monbiot (jurnalist)
- John Muir (naturalist, activist)
- Ralph Nader (activist)
- Gaylord Nelson (politician)
- Jonathon Porritt (politician)
- Theodore Roosevelt (fost Președinte al Statelor Unite)
- Gary Snyder (poet)
- David Suzuki (savant, crainic de radio)
- Henry David Thoreau (scriitor, filozof)
- Paul Watson (activist și lector) [3]
- Franz Weber (ecologist și activist pentru bunăstarea animalelor)

## Vezi și
- Ecologism
- Catastrofă naturală